# Marcelo Bielsa
Marcelo Alberto Bielsa Caldera (becenevén Loco Bielsa (magyarul: Őrült Bielsa); Rosario, 1955. július 21. –) argentin labdarúgóhátvéd, edző. Bátyja, Rafael Bielsa és húga, María Eugenia Bielsa szintén politikus.
A 2002-es labdarúgó-világbajnokságon az argentin, a 2010-esen pedig a chilei válogatott szövetségi kapitányaként vett részt.